# Castell de Caladroer
El Castell de Caladroer és un castell del petit nucli de Caladroer, poble rossellonès antigament dependent de Millars, situat en el terme comunal occità de Bellestar (Fenolleda).
El castell és al bell mig del petit poble de Caladroer.

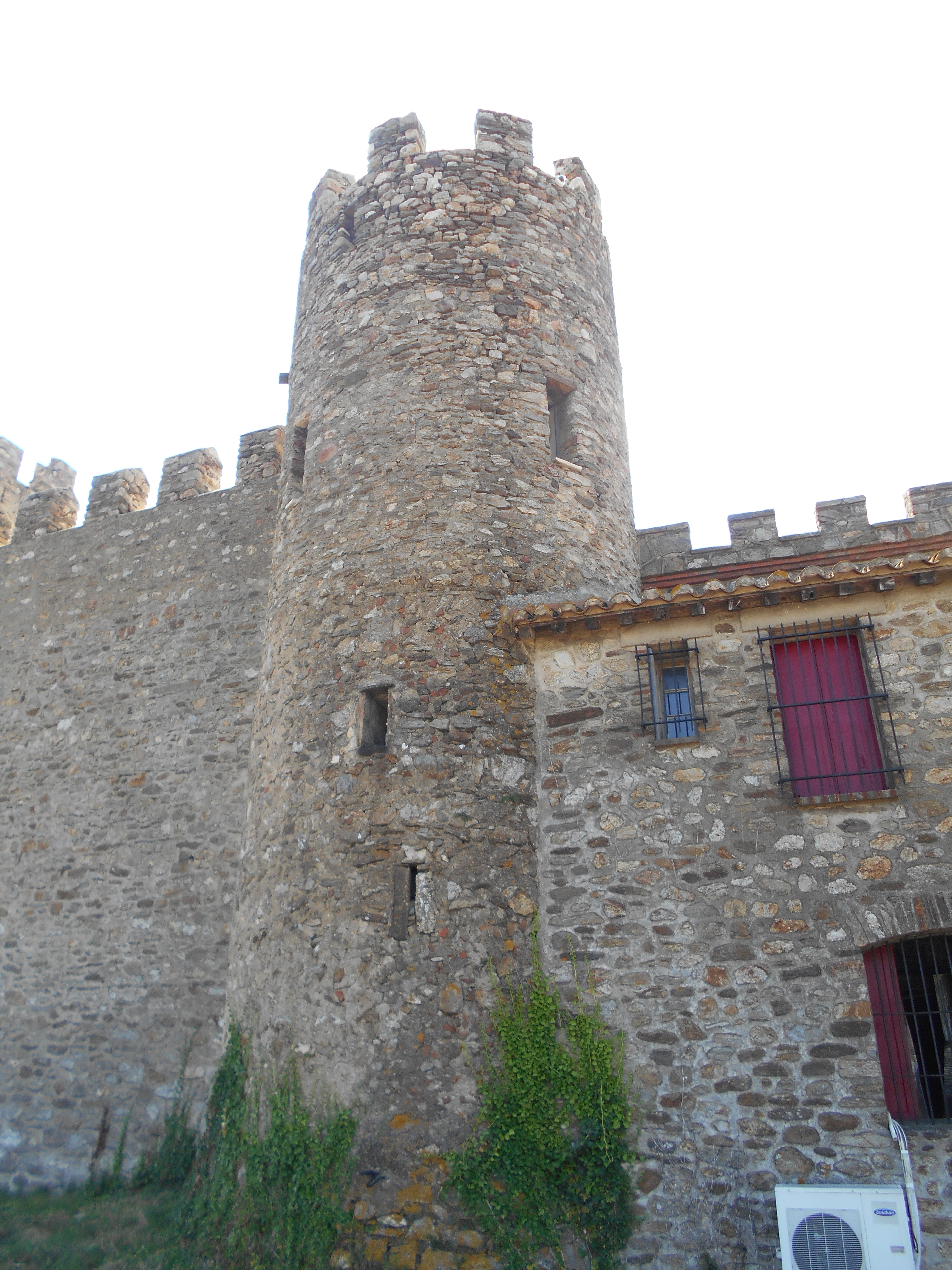
Torre del sud-oest

Molt modernitzat, actualment és la seu d'un dels vinyaters més importants de la zona. Està documentat des del 1020, però del castell medieval només queden una torre romànica i alguns panys de paret. El castell compta amb una capella construïda el 1900, dedicada al Sagrat Cor de Jesús. L'actual sala de vendes i de degustació de la cava és el que queda de l'antiga capella de Sant Miquel del Castell de Caladroer.

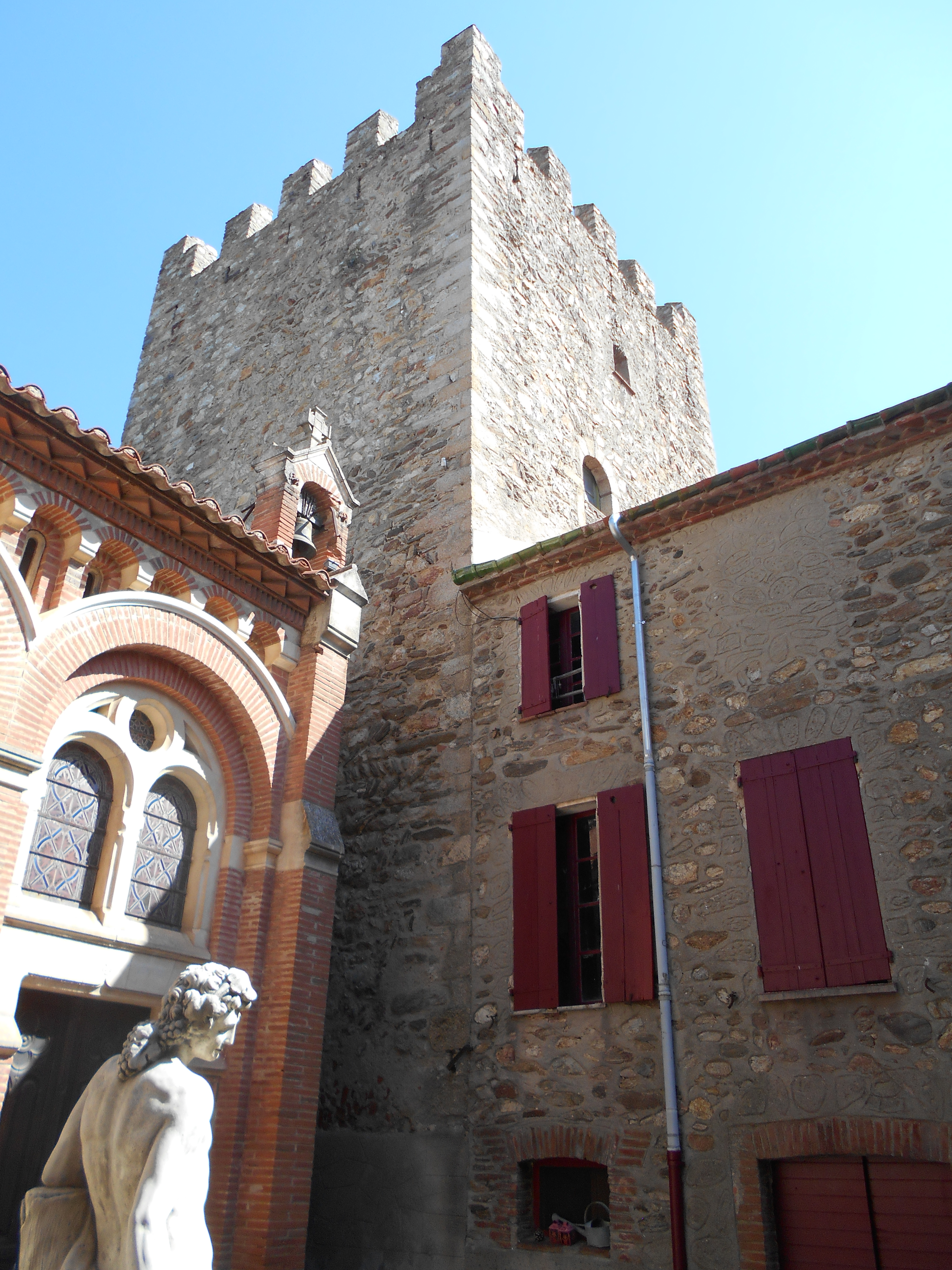
Pati actual del castell

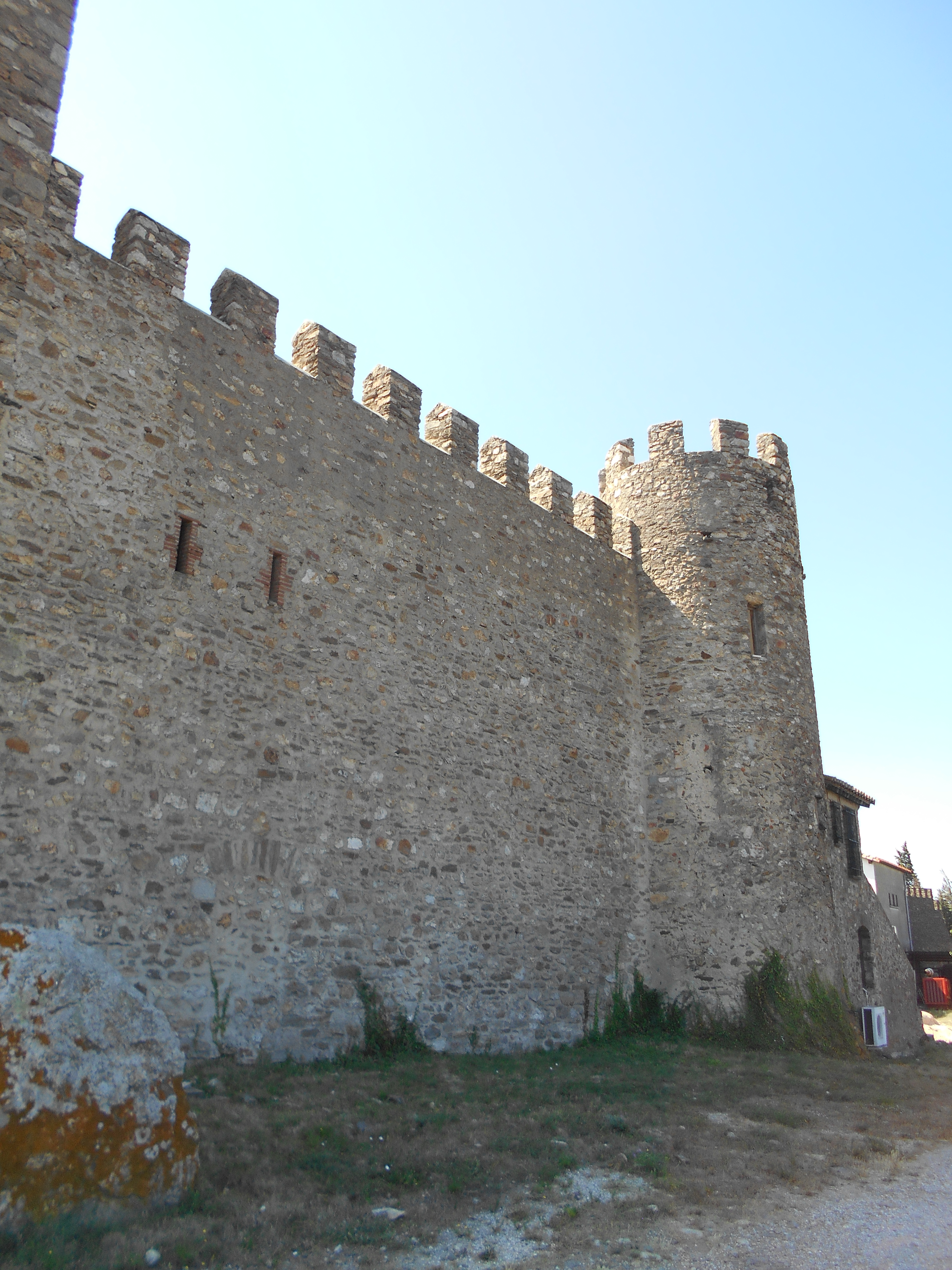
Façana de ponent

El primer esment del Castell de Caladroer data de l'any 1257, però la construcció es deu a la primera meitat del segle xi. L'antiga gran casa d'Adroer, situada als límits del Llenguadoc i del Rosselló fou convertida en castell fortificat per a defensar la frontera entre el Regne de França i el dels reis de Mallorca. Per la seva posició estratègica va patir nombrosos setges, per tropes catalanes, batallant i fent pillatge, més disposades a arruïnar el país que a disputar-se'l. El nom de Batalla, aplicat al coll proper és ben justificat. El 1496 el castell de Caladroer va caure en mans dels catalans, que el van restituir al Regne de França a canvi de la fortalesa de Salses. El castell de Caladroer deixà de ser fortalesa militar a mitjan segle xvii, tot i que encara visqué un setge el 1793, a la Guerra Gran.